# Itasca (Wohnmobil)

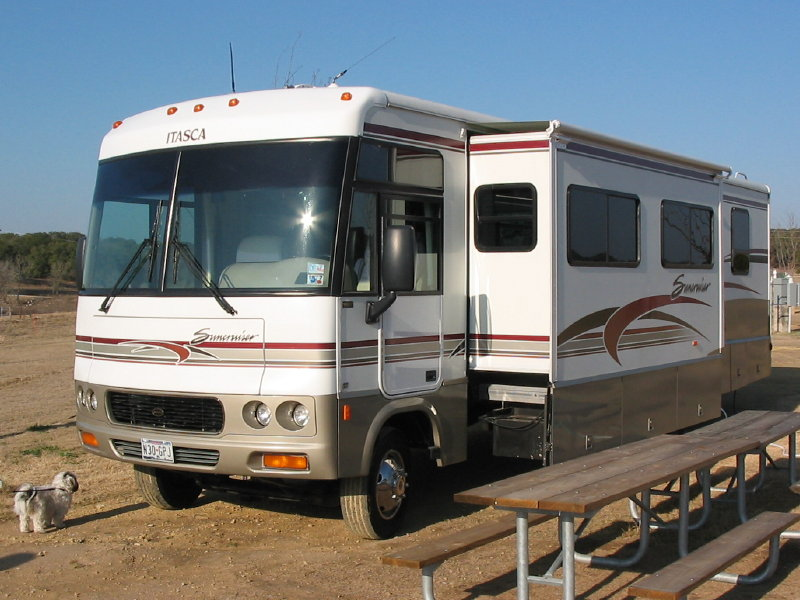
Itasca Suncruiser (2000–2002)

Itasca war ein Markenname für Wohnmobile, der von 1975 bis 2015 von Winnebago Industries Inc. genutzt wurde. Produktionsstandort (Forest City, Iowa) und Hauptabsatzgebiet waren die USA und Kanada, in Europa waren Itasca-Wohnmobile nicht auf dem Markt. Das Itasca-Fahrzeug mit der Serien-Nr. 1, ein im August 1974 produzierter Prototyp, steht heute im RV-Museum (RV = Recreational vehicle, deutsch: Wohnmobil) des Winnebago-Händlers Jack Sisemore Traveland in Amarillo (Texas).
Anfänglich unterschieden sich die von Winnebago Industries angebotenen Produkte der Marken Winnebago und Itasca in Ausstattung, Modellvarianten und Preis voneinander und hatten jeweils ein eigenes Händlernetz. Mit der Zeit beschränkte sich der Unterschied der Produkte der beiden Marken allerdings nur noch auf die Farbvarianten und die Modellbezeichnung, ansonsten waren Itasca und Winnebago Modelle absolut identisch. Da immer öfter verschiedene Händler beide Produktlinien anboten, war bezüglich des Brandings eine Bereinigung zu erwarten. Nach dem Zukauf des Wohnwagenherstellers SunnyBrook RV 2010 und der Beilegung des seit 1982 andauernden Streits betreffend der Rechte am Namen Winnebago in Australien 2012, verfolgte Winnebago Industries die Strategie, die Marke Winnebago weiter zu stärken. 2015 wurde der Export nach Australien wiederaufgenommen, die SunnyBrook RV Wohnwagen liefen nun ebenfalls unter dem Label Winnebago und die Itasca Produkte erhielten den Zusatz „Itasca by Winnebago“ verpasst.
Mit dem Produktionsjahr 2016 nahm Winnebago Industries die Marke Itasca vom Markt. Die gewohnten Itasca-Modellbezeichnungen wurden jedoch parallel zu den Winnebago-Produktreihen weiterverwendet, um die vormals exklusiven Itasca-Händler und deren Kundschaft weiterhin mit den geläufigen Itasca-Produktbezeichnungen beliefern zu können. Bei den Class-A-Diesel-Produkten wurden bereits auf das Jahr 2017 hin die Itasca-Modellbezeichnungen fallen gelassen.

Informationen zu Itasca-Fahrzeugen: 